# Ácido nalidíxico
El ácido nalidíxico es un antibiótico del grupo de las quinolonas, activa en contra de Gram negativas. A concentraciones menores actúa como bacteriostático, es decir, inhibe el crecimiento y reproducción bacteriana, sin matar el organismo. A concentraciones más elevadas actúa como bactericida, es decir, mata la bacteria en vez de simplemente inhibir su reproducción.

## Indicaciones
El ácido nalidíxico se usa en el tratamiento de infecciones urinarias causadas por microorganismos como Escherichia coli, Proteus, Shigella, Enterobacter, y Klebsiella. Se emplea también en estudios de los mecanismos de regulación de la división bacteriana.

### Efectos adversos
El ácido nalidíxico puede causar malestar estomacal, vómitos, dolor de estómago, diarrea, entre otros síntomas secundarios. El ácido nalidíxico está contraindicado en los pacientes con arteriosclerosis cerebral o con epilepsia.

## Mecanismo de acción
El ácido nalidíxico selectiva y reversiblemente bloquea la replicación del ADN bacteriano, por medio de la inhibición de la subunidad A de la enzima girasa del ADN induciendo la formación de un complejo enzimático ineficaz. Sus acciones también pueden causar que el empaquetamiento ultratorcional del ADN se vea relajado, causando inestabilidad en las moléculas genéticas.